# Maipo
A Maipo egy rétegvulkán Argentína és Chile határán. A Tupungato hegytől 90 km-re délre, Santiagotól 100 km-re délkeletre helyezkedik el.
A Maipo szimmetrikus, kúp alakja miatt az egyik legjobban ismert hegy a környéken, de nem a legmagasabb (a közeli Castillo 5485 m magas).